# Höfen (Langenaltheim)
Höfen ([ˈhøːfn̩] , fränkisch: Hifa) ist ein Gemeindeteil der Gemeinde Langenaltheim im Landkreis Weißenburg-Gunzenhausen (Mittelfranken, Bayern). Höfen liegt in der Gemarkung Rehlingen.

## Lage
Der Weiler liegt im Süden des Landkreises Weißenburg-Gunzenhausen im Naturpark Altmühltal, nordwestlich von Langenaltheim auf einer Wiese nahe einem Waldrand in der Weißenburger Alb, einem Höhenzug der Fränkischen Alb. Im Westen liegt der Ort Neuherberg, im Norden Rutzenhof. Eine Straße verbindet den Ort mit den umgebenden Orten und der Staatsstraße 2217 und mit der südlich verlaufenden Bundesstraße 2.

## Geschichte
Im Jahre 1846 waren in Höfen sechs Häuser, fünf Familien und zwanzig Seelen verzeichnet. 1871 lebten die 27 Einwohner in 13 Gebäuden. Sie besaßen insgesamt 8 Pferde und 48 Stück Rindvieh. Vor der Gemeindegebietsreform in Bayern in den 1970er Jahren war Höfen ein Gemeindeteil von Haag bei Treuchtlingen.